# Glikozydy stewiolowe

Struktura stewiozyd

Glikozydy stewiolowe, stewiozydy – organiczne związki chemiczne z grupy glikozydów odpowiedzialne za słodki smak liści Stevia rebaudiana, rośliny żyjącej w Ameryce Południowej, stosowane jako środek słodzący pod nazwą handlową stevia i paroma innymi.

## Właściwości i zastosowanie
Glikozydy stewiolowe wyodrębnione ze Stevia rebaudiana są według różnych źródeł od 30 do 320 razy słodsze od zwykłego cukru spożywczego, choć te dane są kwestionowane. Związki te są stabilne termicznie, odporne na zmienne warunki pH i nie ulegają procesom fermentacji. Ponadto nie wywołują one zmian stężenia glukozy we krwi, są więc atrakcyjnym zamiennikiem cukru dla chorych na cukrzycę. Bezpieczna dawka dzienna (ADI) dla tych związków, w przeliczeniu na czysty stewiol została ustalona na 4 mg/kg ciała na dobę.
Wczesne testy sensoryczne sugerowały, że rebaudiozyd A jest 150 do 320 razy słodszy niż sacharoza, stewiozyd od 10 do 270, rebaudiozyd C od 40 do 60, zaś dulkozyd A 30 razy. Późniejsze badania wskazują jednak, że rebaudiozyd A jest ok. 240 razy słodszy, a stewiozyd – 140 razy. Ponadto rebaudiozyd A ma najmniej wyczuwalną goryczkę w tzw. końcówce smakowej. Wrażenie słodyczy jest jednak silnie zależne od stężenia tych związków. Naturalna mieszanka tych związków w porównaniu z roztworem 3% sacharozy była 150 razy słodsza, zaś w porównaniu z 10% roztworem – już tylko 100 razy słodsza.
W Unii Europejskiej glikozydy stewiolowe są legalnie dopuszczonym dodatkiem do żywności oznaczanym symbolem E960. Związki te są dopuszczone do słodzenia napojów bezalkoholowych, piwa, lodów, przetworów z warzyw i owoców, dżemów, czekolady, cukierków, gumy do żucia, płatków śniadaniowych, deserów, sosów i jako tzw. słodziki stołowe.

## Budowa chemiczna

Struktura stewiolu

Związki te są pochodnymi stewiolu, do którego przyłączone cząsteczki glukozy lub ramnozy przez wiązanie estrowe lub acetalowe.
W liściach Stevia rebaudiana występują następujące glikozydy stewiolowe:
- stewiozyd(inne języki) (5–10%)
- rebaudiozyd A(inne języki) (2–4%)
- rebaudiozyd C (1–2%)
- dulkozyd A (0,5–1%)
- rebaudiozyd B (ślady)
- rebaudiozyd D (ślady)
- rebaudiozyd E (ślady)

Ostatnie trzy występują w śladowych ilościach, przy czym rebaudiozyd B jest prawdopodobnie produktem ubocznym powstającym w czasie izolacji pozostałych związków. Komercyjnie dostępne mieszaniny glikozydów stewiolowych, otrzymywanych przez ekstrakcję z różnych roślin zawierają zwykle 80% stewiozydu, 8% rebaudizydu A i 0,6% rebaudiozydu C.
Ponadto na rynku dostępne są też mieszaniny zawierające rubusosid, glikozyd stewiolowy, wyodrębniany z rosnącej w Chinach rośliny Rubus chingii, który nie występuje w Stevii.
Stewiozyd i rebaudiozyd A zostały wyizolowane po raz pierwszy przez francuskich chemików Bridela i Lavielle’a.